# Miłobrzegi
Miłobrzegi (dawniej: niem. Friedensburg) – osada w Polsce położona w województwie zachodniopomorskim, w powiecie świdwińskim, w gminie Świdwin.